# Brunori Sa
Brunori Sa è stato un programma televisivo italiano, trasmesso in seconda serata su Rai 3 per cinque puntate, in onda dal 6 aprile 2018 con la conduzione di Brunori Sas. Il programma tratta della generazione degli odierni quarantenni, con ogni puntata che si concentra su un dato tema specifico come il lavoro o la salute. La prima puntata è andata in onda di venerdì dalle 23:05; successivamente la trasmissione è stata spostata alla domenica alle 23:45. In alcune puntate è comparsa la madre del cantautore (nella terza puntata ha anche duettato con il figlio sulle note di "Insieme"); ospite fisso alla fine di ogni puntata è stato invece il poeta Guido Catalano. Negli sketch dove il cantautore dialoga con Telesio, la voce della statua è di Neri Marcorè. La sigla è "La vita liquida", brano tratto dall'album A casa tutto bene di Brunori Sas.

## Puntate
| Puntata                        | Data           | Telespettatori | Share | Ospiti | Canzoni |
| ------------------------------ | -------------- | -------------- | ----- | --- | --- |
| 1. Far finta di esser sani     | 6 aprile 2018  | 321.000        | 1,9%  | Carolina Crescentini Dimartino Francesco Piccolo Francesco Motta associazione "La Terra di Piero" Guido Catalano                                                                     | La fine dei vent'anni (Francesco Motta e Brunori Sas) Ormai siamo troppo giovani (Dimartino) La verità (Brunori Sas)                     |
| 2. C'era una casa molto carina | 15 aprile 2018 | 238.000        | 2,48% | Dente Colapesce Neri Marcorè Orchestra multietnica di Arezzo Gabriele "Capra" Malvasi (Gazebo Penguins) Ugo La Pietra Guido Catalano                                                 | L'uomo nero (Orchestra multietnica di Arezzo e Brunori Sas) Vieni a vivere (Dente e Brunori Sas) Ti attraverso (Colapesce e Brunori Sas) |
| 3. Andare, Camminare, Lavorare | 22 aprile 2018 | 187.000        | 2%    | Valentina Lodovini Andrea Appino (Zen Circus) Calcutta Silvano Agosti Progetto "Officine Buone" Paolo Briguglia Guido Catalano                                                       | Insieme (Mammarella e Brunori Sas) Il lavoro mobilita l'uomo (Andrea Appino) Orgasmo (Calcutta e Brunori Sas) Rosa (Brunori Sas)         |
| 4. Se telefonando              | 29 aprile 2018 | 181.000        | 1,8%  | Vasco Brondi (Le luci della centrale elettrica) Edoardo Leo Nicolò Carnesi Barbara Stefanelli Sara Fratini & Giulio Vita (La Guarimba Film Festival) Giovanni Lavenia Guido Catalano | Mi sono perso a Zanzibar (Nicolò Carnesi e Brunori Sas) Coprifuoco (Le luci della centrale elettrica) Diego ed io (Brunori Sas)          |
| 5. Dio è morto?                | 6 maggio 2018  | 220.000        | 2,18% | Corrado Augias Ernesto Pagano Jacopo Leone Maria Antonietta IOSONOUNCANE Guido Catalano                                                                                              | Stormi (IOSONOUNCANE) Deluderti (Maria Antonietta e Brunori Sas) Guardia 82 (Brunori Sas) Paolo (Brunori Sas)                            |